# 佩塔尔·舍格维奇
佩塔尔·舍格维奇（1930年6月25日—1990年6月7日），克罗地亚男子赛艇运动员。他曾代表南斯拉夫参加1952年夏季奥林匹克运动会赛艇比赛，获得男子四人单桨无舵手金牌。